# Унда, Майдер
Майдер Унда Гонсалес де Аудикана (исп. Maider Unda González de Audicana; род. 2 июля 1977) — испанская спортсменка, борец вольного стиля, призёр Олимпийских и Европейских игр, чемпионатов мира и Европы.

## Биография
Родилась в 1977 году в Витории. С 2000 по 2010 год и в 2012 году становилась чемпионкой Испании. В 2008 году приняла участие в Олимпийских играх в Пекине, но заняла лишь 5-е место. В 2009 году завоевала бронзовую медаль чемпионата мира. В 2010 году стала бронзовой призёркой чемпионата Европы. В 2012 году завоевала бронзовые медали чемпионата Европы и Олимпийских играх в Лондоне. В 2013 году стала серебряной призёркой чемпионата Европы. В 2015 году завоевала бронзовую медаль Европейских игр.